# لیبریتزی
لیبریتزی (به ایتالیایی: Librizzi) یک کومونه در ایتالیا است که در استان مسینا واقع شده‌است.

## خصوصیات
لیبریتزی ۲۳٫۴ کیلومترمربع مساحت و ۱٬۸۲۸ نفر جمعیت دارد و ۵۰۱ متر بالاتر از سطح دریا واقع شده‌است.